# 格林诺耶农村居民点 (布良斯克州)
格林诺耶农村居民点（俄语：Глинновское сельское поселение）是俄罗斯联邦布良斯克州戈尔杰耶夫卡区所属的一个农村居民点。其下辖有6个居民点，行政中心为格林诺耶。据2015年统计，该农村居民点的人口为842人。